# Kathleen McKane Godfree
Kathleen »Kitty« McKane Godfree, angleška tenisačica, * 7. maj 1896, Bayswater, Anglija, Združeno kraljestvo, † 19. junij 1992, London, Anglija.
Kathleen McKane Godfree se je v posamični konkurenci petkrat uvrstila v finala turnirjev za Grand Slam, v letih 1924 in 1926 je osvojila Prvenstvo Anglije, ko je v finalu premagala Helen Wills Moody in Lilí de Álvarez. V finalu turnirja je zaigrala tudi leta 1923, ko jo je premagala Suzanne Lenglen, ter leta 1925 na turnirju za Amatersko prvenstvo Francije, ko jo je tudi premagala Suzanne Lenglen, ter istega leta na turnirju za Nacionalno prvenstvo ZDA, ko jo je premagala Helen Wills Moody. V konkurenci ženskih dvojic je šestkrat zaigrala v finalu, dvakrat je osvojila Nacionalno prvenstvo ZDA, v finale se je uvrstila trikrat na turnirjih za Prvenstvo Anglije in dvakrat Amatersko prvenstvo Francije. Uspešna je bila tudi v konkurenci mešanih dvojic, kjer je dvakrat osvojila Prvenstvo Anglije in enkrat Nacionalno prvenstvo ZDA, še po enkrat pa se je uvrstila v finale. V letih 1920 in 1924 je nastopila na poletnih olimpijskih igrah, kjer je osvojila zlato v ženskih dvojicah leta 1920, srebro v mešanih dvojicah leta 1920 in ženskih dvojicah leta 1924 ter bron v posamični konkurenci leta 1920 in ženskih dvojicah leta 1924. Leta 1978 je bila sprejeta v Mednarodni teniški hram slavnih.

## Finali Grand Slamov

### Posamično (5)

#### Zmage (2)
| Leto | Turnir                | Nasprotnica v finalu | Rezultat finala |
| 1924 | Prvenstvo Anglije     | Helen Wills Moody    | 4–6, 6–4, 6–4   |
| 1926 | Prvenstvo Anglije (2) | Lilí de Álvarez      | 6–2, 4–6, 6–3   |

#### Porazi (3)
| Leto | Turnir                       | Nasprotnica v finalu | Rezultat finala |
| 1923 | Prvenstvo Anglije            | Suzanne Lenglen      | 2–6, 2–6        |
| 1925 | Amatersko prvenstvo Francije | Suzanne Lenglen      | 1–6, 2–6        |
| 1925 | Nacionalno prvenstvo ZDA     | Helen Wills Moody    | 6–3, 0–6, 2–6   |

### Ženske dvojice (6)

#### Zmage (2)
| Leto | Turnir                       | Partnerica        | Nasprotnici v finalu         | Rezultat finala |
| 1923 | Nacionalno prvenstvo ZDA     | Phyllis Howkins   | Hazel Hotchkiss Eleanor Goss | 2–6, 6–2, 6–1   |
| 1927 | Nacionalno prvenstvo ZDA (2) | Ermyntrude Harvey | Betty Nuthall Joan Fry       | 6–1, 4–6, 6–4   |

#### Porazi (4)
| Leto | Turnir                           | Partnerica      | Nasprotnici v finalu               | Rezultat finala |
| 1922 | Prvenstvo Anglije                | Margaret McKane | Suzanne Lenglen Elizabeth Ryan     | 0–6, 4–6        |
| 1924 | Prvenstvo Anglije (2)            | Phyllis Howkins | Hazel Hotchkiss Helen Wills        | 4–6, 4–6        |
| 1925 | Amatersko prvenstvo Francije     | Evelyn Colyer   | Suzanne Lenglen Julie Vlasto       | 1–6, 11–9, 2–6  |
| 1926 | Amatersko prvenstvo Francije (2) | Evelyn Colyer   | Suzanne Lenglen Julie Vlasto       | 1–6, 1–6        |
| 1926 | Prvenstvo Anglije (3)            | Evelyn Colyer   | Mary Kendall Browne Elizabeth Ryan | 1–6, 1–6        |

### Mešane dvojice (5)

#### Zmage (3)
| Leto | Turnir                   | Partner        | Nasprotnika v finalu               | Rezultat finala |
| 1924 | Prvenstvo Anglije        | John Gilbert   | Dorothy Shepherd Leslie Godfree    | 6–3, 3–6, 6–3   |
| 1925 | Nacionalno prvenstvo ZDA | John Hawkes    | Ermyntrude Harvey Vincent Richards | 6–2, 6–4        |
| 1926 | Prvenstvo Anglije (2)    | Leslie Godfree | Mary Kendall Browne Howard Kinsey  | 6–3, 6–4        |

#### Porazi (2)
| Leto | Turnir                   | Partner        | Nasprotnika v finalu          | Rezultat finala |
| 1923 | Nacionalno prvenstvo ZDA | John Hawkes    | Molla Mallory Bill Tilden     | 3–6, 6–2, 8–10  |
| 1927 | Prvenstvo Anglije        | Leslie Godfree | Elizabeth Ryan Francis Hunter | 6–8, 0–6        |